# Kerstin Andersson (skådespelare)
Kerstin Marianne Andersson, född 25 maj 1956 i Örebro, är en svensk skådespelare.

## Biografi
Andersson studerade vid Statens scenskola i Malmö 1979-1982.
På 1980-talet och början av 90-talet arbetade Kerstin på Malmö Stadsteater och ingick även i Studioteaterns professionella ensemble. Hon har också arbetat på Göteborgs stadsteater, Moomsteatern, Teatern.nu, Skånes Dansteater och Teater Theatron.
Under åren 1994-2000 drev hon tillsammans med Dan Bratt produktionsgruppen Teater Stella.
Hon är mest känd för rollen som polischefen Lisa Holgersson i SVT:s filmatiseringar av Henning Mankells Wallander-romaner.

## Filmografi
- 1987 – Sent om hösten – en dag i Sverige
- 1992 – Den goda viljan
- 1998 – Dolly & Dolly (TV-serie)
- 1999 – Offer och gärningsmän (TV-serie)
- 2001 – Villospår
- 2002 – Den femte kvinnan
- 2003 – Capricciosa
- 2003 – Mannen som log
- 2003 – När man får främmad
- 2005 – Steget efter
- 2006 – Brandvägg
- 2007 – Pyramiden
- 2009 – Det enda rationella
- 2010 – Svinalängorna
- 2012 – Flimmer

## Teater

### Roller (ej komplett)
| År   | Roll                            | Produktion                                                            | Regi             | Teater                        |
| ---- | ------------------------------- | --------------------------------------------------------------------- | ---------------- | ----------------------------- |
| 1979 |                                 | A Chorus Line Marvin Hamlish och Edward Kleban                        | Michael Bennett  | Oscarsteatern                 |
| 1993 |                                 | Bernardas hus (La casa de Bernarda Alba ) Federico García Lorca       | Ronny Danielsson | Malmö stadsteater             |
| 2006 |                                 | Karriär Torbjörn Flygt                                                | Dennis Sandin    | Malmö Dramatiska Teater       |
| 2009 |                                 | Sitt still i båten (Don’t Rock The Boat) Robin Hawdon(en)             | Dennis Sandin    | Ystads Stående Teatersällskap |
| 2021 | Slagverkare Vogel Olga Åkerberg | Ortrud Mann Hanna Nygren                                              | Sara Cronberg    | Malmö stadsteater             |
| 2022 |                                 | Robin Hoods hjärta (The Heart of Robin Hood) David Farr               | Ronny Danielsson | Malmö stadsteater             |
| 2023 | Yvonne Kvitten                  | En midsommarnattsdröm (A Midsummer Night's Dream) William Shakespeare | Sara Cronberg    | Malmö stadsteater             |
| 2024 |                                 | Rosens namn (Il nome della rosa) Umberto Eco                          | Carolina Frände  | Uppsala stadsteater           |

### Fotnoter
1. 1 2  ”Kerstin Andersson”. Svensk Filmdatabas. http://www.sfi.se/sv/svensk-filmdatabas/Item/?type=PERSON&itemid=63447&ref=%2ftemplates%2fSwedishFilmSearchResult.aspx%3fid%3d1225%26epslanguage%3dsv%26searchword%3dkerstin+andersson%26type%3dPerson%26match%3dBegin%26page%3d1%26prom%3dFalse. Läst 22 september 2012.
2. ↑  ”Teaterannons”. Dagens Nyheter:  s. 57. 28 september 1979. https://arkivet.dn.se/tidning/1979-09-28/263/59. Läst 22 november 2020.
3. ↑  Rikard Loman (29 juni 2009). ”Skepp och skoj.”. Dagens Nyheter. https://www.dn.se/arkiv/kultur/skepp-och-skoj/. Läst 6 mars 2022.